# Ailill Finn
Ailill Finn, fils de Art mac Lugdach, est selon les légendes médiévales et la tradition pseudo historique irlandaise un Ard ri Erenn.

## Règne
Dans le Lebor Gabála Érenn, il monte sur le trône lorsque son père est tué Fíachu Tolgrach et son fils Dui Ladrach. Il règne pendant neuf ans. Deux ans après le début de son règne, Fíachu Tolgrach est tué lors d'un combat contre Airgetmar, fils de Sírlám.
Les hommes du Munster, conduit par son fils Eochaid et Lugaid, fils d'Eochaid Fíadmuine, chassent Airgetmar qui est contraint de s'exiler outremer. Après sept années Airgetmar revient en Irlande et tue Ailill avec l'aide de Dui Ladrach et de son fils Fíachu, mais il ne peut pas se saisir du trône, qui est alors occupé par Eochaid.
D'après Geoffrey Keating Foras Feasa ar Éirinn et les  Annales des quatre maîtres  Fíachu Tolgrach monte sur le trône après avoir tué Art, puis il est tué à son tour par Ailill, qui prend le pouvoir et règne pendant neuf ou onze ans, avant d'être tué par  Airgetmar  et d'avoir comme successeur Eochaid.
Le Lebor Gabála Érenn synchronise son règne avec celui d'  Artaxerxès II de Perse (404-358 av. J.-C.). La chronologie de  Geoffrey Keating Foras Feasa ar Éirinn date son règne de 586-577 av. J.-C. , et les Annales des quatre maîtres de  795-786 av. J.-C. .

## Source
- (en) Cet article est partiellement ou en totalité issu de l’article de Wikipédia en anglais intitulé « Ailill Finn » (voir la liste des auteurs), édition du 9 avril 2012.